# Марк Валерий Мессала (консул 161 года до н. э.)
Марк Валерий Мессала (лат. Marcus Valerius Messalla) — римский политический деятель, консул 161 года до н. э.
Марк происходил из древнего рода Валериев, его отцом был консул 188 года до н. э. Марк Валерий Мессала.
В 161 году до н. э. Мессала был избран консулом совместно с Гаем Фаннием Страбоном. Его консулат был примечателен главным образом сенатским постановлением, запрещавшим греческим ораторам пребывать в Риме и обучать юношей риторике. В том же году в Риме впервые были поставлены пьесы Теренция «Формион» и «Евнух».
В 154 году до н. э. Марк Валерий был избран цензором, хотя до этого сам получал порицания от цензоров.